# Brea (Bergondo)
Brea (en gallego y oficialmente, A Brea)  es una aldea española situada en la parroquia de Guísamo, del municipio de Bergondo, en la provincia de La Coruña, Galicia.

## Demografía
| Gráfica de evolución demográfica de A Brea entre 2000 y 2018 |
|                                                              |
| Datos según el nomenclátor publicado por el INE.             |